# Mauno Pekkala
Pour les articles homonymes, voir Pekkala.
Mauna Pekkala, né le 27 janvier 1890 à Sysmä (Empire russe) et mort le 30 juin 1952 à Helsinki (Finlande), est un homme d'État finlandais, membre de la Ligue démocratique du peuple finlandais (SKDL).
Il est Premier ministre du 26 mars 1946 au 29 juillet 1948,.

## Biographie

### Carrière politique
Membre du Parti social-démocrate de Finlande (SDP), Mauno Pekkala est élu pour la première fois à l'Eduskunta lors des élections législatives de 1950 (en). Il y est réélu sans discontinuité jusqu'en 1952.
Il est, entre 1926 et 1927, ministre de l'Agriculture, puis entre 1939 et 1942 ministre des Finances. En 1944, il est brièvement ministre dans portefeuille. En 1945 il devient ministre de la Défense, poste qu'il occupe jusqu'à sa nomination comme Premier ministre en 1946.
Pendant la guerre de Continuation il quitte le SDP. Après la Seconde Guerre mondiale, il rejoint la Ligue démocratique du peuple finlandais (SKDL), qui rassemble des socialistes, des communistes et des sociaux-démocrates. En 1950, il est candidat à l'élection présentielle (en), lors de laquelle il rassemble 22,3 % des suffrages du collège électoral.